# Спранг, Дик
Дик Спранг (англ. Dick Sprang; 28 июля 1915 — 10 мая 2000) — американский художник комиксов. Работал над Бэтменом в Золотой век комиксов. Также он был ответственен за редизайн Бэтмобиля 1950 года и образ Загадочника. Бэтмен Спранга отличался квадратным подбородком и выразительным лицом.
Помимо того, Спранг был известным исследователем в Аризоне, Юте и Колорадо. Обширное количество материала, собранное Спрангом, хранится в специальных коллекциях библиотеки Университета Нортерн Аризона во Флагстаффе. Небольшой объём материалов находится у Исторического общества Юты в Солт-Лейк-Сити.

## Награды и признание
В 1992 году Спранг получил премию Inkpot Award, а в 1999 году попал в Зал славы комиксов Уилла Айснера.

### Street & Smith
- Top-Notch (1937)

### Standard
- Exciting Western (1943)
- Popular Detective (1938)
- Popular Western (1937)
- Texas Rangers (1937)
- Thrilling Ranch Stories (1937)
- Thrilling Western (1937—1938)

### DC Comics
- Adventure Comics #149 (1950)
- Batman #19, 21, 23-24, 26, 29-30, 32, 34-35, 40, 46, 55-58, 60-68, 71-75, 78-84, 86, 88-91, 93, 95, 98, 100, 102—104, 106, 109—110, 112—114, 123, 125, 127, 129—131, 133 (1943—1960)
- Detective Comics #84-102, 104, 107, 108, 113, 118, 119, 136—140, 142, 144—151, 153, 156, 160, 165—167, 171—172, 175—177, 179—180, 183—185, 187, 189, 191, 195—198, 208—212, 216—217, 220, 222, 224, 226, 229, 232, 240, 243, 248, 264, 308 (1944—1962)
- Real Fact Comics 1-3, 18 (1946—1949)
- Strange Adventures #1 (1950)
- Superman #26 (1944)
- Superman’s Girl Friend, Lois Lane #9 (1959)
- Superman’s Pal, Jimmy Olsen #30 (1958)
- World’s Finest Comics #12, 17-18, 34, 38, 46, 49-50, 51, 53, 56, 62, 64, 66-67, 70, 78-108, 110—115, 118—119, 123, 131, 135 (1944—1963)